# Victufali
I Victufali, Victohali, Victovali, Victuali o Victabali furono un popolo della tarda antichità. In greco il loro nome è Biktoa o Biktoloi.

## Storia
Attraversarono il Danubio con i Marcomanni ed i Quadi durante il regno di Marco Aurelio (167/170). Nei capitoli dedicati da "Giulio Capitolino" nella Historia Augusta, si dice:
(Capitolino, Historia Augusta, Marco Aurelio, 14:2)
Parteciparono, quindi, come le chiama Capitolino alla "guerra germanica" o "guerra delle molte nazioni".
Parteciparono al conflitto barbaro con l'Impero Romano nel 290, o prima. Secondo Eutropio, che scriveva attorno al 360, nunc Taifali, Victohali et Tervingi habent ("Taifali, Victohali, e Tervingi ora posseggono") Dacia. Claudio Mamertino, in una richiesta a Massimiano, parla di alcuni anni dopo il 291 dicendo che Tervingi, pars alia Gothorum, adiuncta manu Taifalorum, adversum Vandalos Gipedesque concurrunt ("Tervingi, altra parte dei Goti, assieme ai Taifali, fecero guerra a Vandali e Gepidi"). Specificando il luogo in cui lo scontro avvenne ed i popoli interessati, probabilmente è stato scritto "Vandali" invece di Victohali, che si sa avere abitato la regione dei fiumi Theiss e Someș in quel periodo (da Eutropio). Forse i Victohali facevano parte dei Vandali (Vandili), come Lacringi, Asdingi, Silingi, Elveconi e Naharnavali. 
Durante il regno di Costanzo II, i capi sarmati furono sconfitti da una rivolta di schiavi e fuggirono chiedendo aiuto ai Victohali, come scritto da Ammiano Marcellino: 
(Ammiano, Res Gestae Libri XXXI, XVII.xii.19)